# Terror japonés

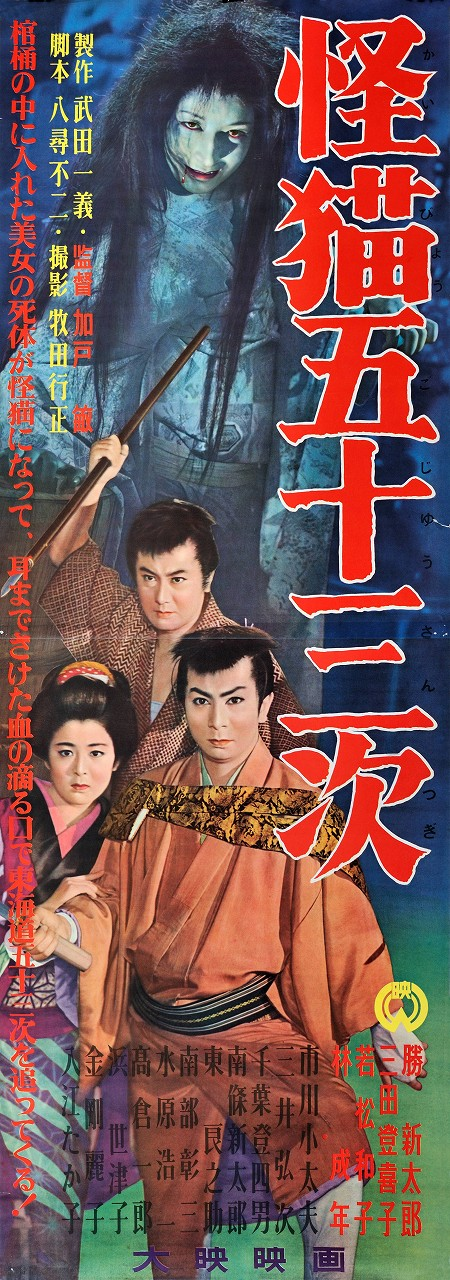
Póster de la película de terror japonesa Kaibyo Gojusan-tsugi (1956)

Terror japonés (estilizado como J-Horror) es un término utilizado para referirse a las películas de terror japonesas que hicieron furor en la década de 2000. A diferencia de la mayoría de producciones occidentales, el terror japonés tiende a centrarse en el terror psicológico y la tensión, con la intervención de fantasmas y poltergeists.
El origen del J-Horror se remonta a los relatos clásicos e historias de fantasmas del Período Edo y la Época Meiji, conocidas como kaidan. Diversos elementos de estos cuentos populares tradicionales han sido utilizados en el teatro No y Kabuki y en el cine.

## Antecedentes
El cine retomó las ideas del nō.
El cine llegó a Japón en el año 1897 gracias a una cámara Gaumont; la primera obra cinematográfica japonesa fue la obra teatral kabuki: Momijigari. La historia narra sobre una atractiva mujer cuya real identidad es un demonio, luego de seducir a un aristócrata intenta robar su vida durante el sueño. En la película la mujer se transforma en un demonio que mata la espada del amante. En la primera mitad del siglo XX, el cine mudo y posterior con sonido; fue una manera de exploración narrativa de historias que venían del Kabuki y otras formas teatrales de Japón. El filme Kuruta Ippeji, es considerada una película de terror muda, Yasunari Kawabata quien se involucró en el guion y la producción realizó una mezcla de la presencia de los muertos entre los vivos, la locura y la utilización de máscaras como en el teatro.
Sin embargo, no fue hasta la segunda mitad del siglo XX cuando Kurosawa lanzó Rashōmon en 1950, basada en dos relatos de Ryonsuke Akutagawa con el mundo de los muertos involucrado, con sus voces y deseos con un médium de por medio.
Estas películas serían el precedente para lo hoy conocido como J-Horror.

## Concepto
Japón es uno de los lugares donde más populares han sido los cuentos y leyendas sobrenaturales, principalmente de fantasmas y leyendas urbanas. Lo que hace más atractivo al Cine de Terror Japonés es su sencillez; siempre cuenta con una historia original. El cine de terror japonés se conoce como J- Horror, y se centra en el terror psicológico, usando elementos como fantasmas, que son por lo general lo que en el folclore japonés se conoce como yūrei y destacando tanto en el cine como en las historias los de tipo Onryō, o sea fantasmas que vuelven al mundo físico para generar malestar, generalmente motivados por un sentimiento de venganza y que usualmente son mujeres vestidas de blanco, con el rostro cubierto por su cabello largo desconcertando sobre las características de su rostro, causando miedo. Los japoneses usualmente retratan a los yūrei vestidos con kimonos funerarios y el cabello largo y oscuro suelto. Originalmente los yūrei se representaban en el arte y teatro como personas normales, pero su estilo cambió en el siglo XVIII. Desde entonces, los fantasmas tienen esa apariencia espectral. Por alguna razón, los yūrei normalmente son personajes femeninos.
Los yūrei  tienden a atormentar a una persona en concreto, o estar en un lugar específico. Ya que los yūrei tienen una razón específica por la cual siguen en este mundo, no atacan a otras personas que no se relacionen con ellos. 
Existen otras características que distinguen al horror japonés:
- El universo es gobernado por reglas
- Estas reglas están más allá de la comprensión humana
- La sociedad moderna no ofrece protección ante los espíritus y fantasmas
- Perseverancia frente a la destrucción inminente
- Escenarios con agua (a los fantasmas se les asocia con el agua)

## El impacto de las películas de terror japonesas en el mundo
En los años 1990 se pusieron de moda películas y series de horror en Japón teniendo como tema central las historias de fantasmas. Las primeras películas de yureis eran adaptaciones de las más famosas obras kaidan existentes en el teatro Kabuki, tales como Botan Doro en 1910, y Yotsuya Kaidan en 1912. Nuevas versiones de estos kaidan populares se siguieron filmando a una por década. Las películas de yureis se fueron adaptando a las varias tendencias en el cine japonés a través de los años, hasta que hubo un nuevo auge en los años 90 que incluso traspasó fronteras, y así la popularidad del llamado J-Horror llevó la imagen del yurei más allá de Japón haciéndola conocida a partir del año 2000 en la cultura popular de los países occidentales.
Básicamente, el Boom del cine de terror japonés y asiático a nivel mundial comenzó con Ringu, ya que da inicio principalmente al concepto en las películas. Hideo Nakata, director de la película Ringu de 1998 es quien directamente inició la propagación internacional del cine de terror japonés con esta historia de la maldición de Sadako. Nadie podía predecir que esta adaptación cinematográfica de la novela de Koji Suzuki sobre una cinta de video maldita pudiera llegar a alcanzar el éxito y reconocimiento que consiguió en todo el mundo.
Nacido en Okayama, Japón, el 19 de julio de 1961, Hideo Nakata se ha convertido en uno de los directores japoneses de mayor repercusión internacional y cuenta en su filmografía con éxitos como: Ghost Actress (1996), The Ring (1998), The Ring 2 (1999), Chaos (1999), un documental sobre Masaro Konuma titulado Sadistic y Mosochistic (2000), Dark Water (2002) y Last Scene (2002). Ringu con un presupuesto de tan solo 1,4 millones de dólares, obtuvo premios en festivales internacionales cinematográficos como el de Sitges y el de Bruselas. Ringu tuvo su remake estadounidense, como era previsible, en el 2002.
Otra cinta de terror muy conocida en todo el mundo fue Ju-on: The Grudge del director japonés Takashi Shimizu, estrenada en 2003. Está película fue igualmente reconocida mundialmente, llegando a muchos países. La película fue estrenada en Japón el 25 de enero de 2003 y también engendró varias secuelas y un remake estadounidense titulado The Grudge que fue estrenado en el año 2004. La película está basada en una leyenda sobre la típica casa embrujada japonesa. Se dice en Japón que cuando alguien muere con una pena o rabia extrema, la emoción permanece y puede dejar una mancha en ese lugar. La muerte se convierte en parte de ese lugar, matando todo lo que toca. Una vez que te ve, nunca te dejara huir. En el año 2004, Sony Pictures Entertainment estrenó el remake estadounidense de la película dirigida por el mismo Takashi Shimizu que protagonizaron Sarah Michelle Gellar y Jason Behr. El argumento principal del filme siguió la experiencia de Rika (en el caso norteamericano, el nombre de Rika fue cambiado por Karen) dentro de la casa.

## J-Horror en el cine

### Importantes películas de terror japonesas
- Audition (Ôdishon) 1999
- Dark Water (Honogurai Mizu No Soko Kara) 2002
- Infection (Kansen) 2004
- Ju-on: The Grudge, Ju-on: The Grudge 2, 2002 y 2003
- Kairo 2001
- Una llamada perdida (Chakushin Ari), El pozo (llamada perdida 2) y Chakushin Ari: Final 2003, 2005, 2006
- Terror encadenado 2004
- Premonición (Yogen) 2004
- Ring, Rasen, Ring 2 y Ring 0: Birthday 2000
- Terror eterno (Rinne) 2005
- Espiral (Uzumaki) 2000

### Importantes directores del género
- Nobuo Nakagawa
- Hideo Nakata
- Takashi Shimizu
- Kiyoshi Kurosawa
- Noroi Tsuruta
- Takashi Miike
- Koji Shiraishi

### Influencia del terror japonés
Debido a la creciente popularidad del cine de terror japonés, muchas de las cintas tuvieron su remake norteamericano en la década de 2000. Ring fue una de las primeras con The Ring, más tarde The Ring Two (aunque difiere del argumento de la secuela original japonesa). Dark Water, Ju-on, Kairo y Chakushin Ari fueron otros ejemplos de ello.

## Terror japonés en la literatura, manga y videojuegos
La vasta literatura fantástica y de terror japonesa ha dado títulos como
- Parasite Eve de Hideaki Sena.
- Suicide Circle de Sion Sono o las novelas de Koji Suzuki, que han contado con numerosas adaptaciones a la pantalla grande.

Muchas películas se han basado en el manga, como 
- Tomie
- Uzumaki
- Infection
- Yogen

En novelas:
- Ringu, conocida como The Ring, El Aro
- Rasen conocida como The Ring 2, El Aro 2
- Uzumaki conocida como Spiral, El Espiral
- Ringu 0: Basudei conocida como The Ring 0, El Aro 0: Nacimiento
- Dark Water conocida como Dark Water, Agua Turbia
- Chakushin Ari conocida como One Missed Call, Una Llamada Perdida

Además de las que se basan en videojuegos como 
- Forbidden Siren
- Imabikisou
- Project Zero
- Ju-on
- F.E.A.R.
- Silent Hill